# 영등포구 갑 (1973년 선거구)
영등포구는 대한민국의 옛 국회의원 선거구이다. 당시 서울특별시 영등포구의 일부 지역을 관할했다.

## 역사
제9대 국회의원 선거를 앞두고 영등포구 갑 선거구와 영등포구 을 선거구가 통합되면서 신설되었다.
1973년 7월, 반포동·잠원동·서초동·양재동·우면동·원지동의 지역들이 성동구로 넘어갔으며 노량진동·상도동·상도1동·봉천동·본동·흑석동·동작동·사당동·방배동·신림동·대방동·신대방동이 관악구로 분구되었다. 이에 제10대 국회의원 선거를 앞두고 성동구로 간 지역들은 성동구 선거구로 관할이 넘어갔으며 관악구 지역은 관악구 선거구가 신설됨에 따라 독립해 나갔다. 남은 지역들은 영등포구 을 선거구와 통합되면서 영등포구 단일 선거구를 이루게 됨에 따라 폐지되었다.

## 역대 국회의원
| 선거   | 정당 | 정당   | 1위 의원 | 정당 | 정당       | 2위 의원 |
| ------ | ---- | ------ | -------- | ---- | ---------- | -------- |
| 1973년 |      | 신민당 | 김수한   |      | 민주공화당 | 정희섭   |

## 역대 선거 결과

### 대한민국 제9대 국회의원 선거
|  | 48.57% |

|  | 25.48% |

|  | 14.06% |

|  | 9.32% |

|  | 2.54% |